# Drachtstervaart (wijk)

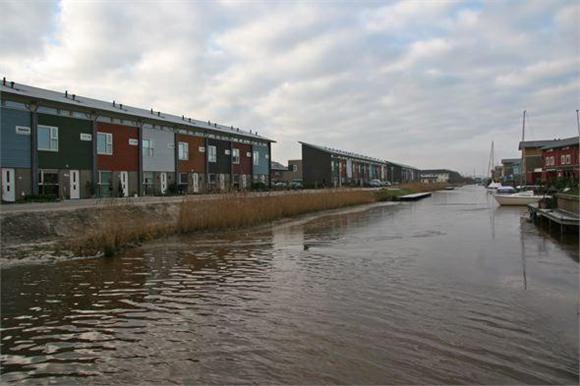

De Drachtstervaart is een van de nieuwbouwwijken in het westen van Drachten (Smallingerland).
De wijk heeft drie uitgangen: een aan de Postlaan en twee aan de Lauwers. Die wegen geven toegang tot de rest van Drachten en de A7.
Bijna alle huizen zijn aan (open) vaarwater gelegen, dat toegang geeft tot de jachthaven van Drachten en de Friese meren. Ook kan men naar het Prinses Margrietkanaal varen en dat geeft verbinding tot de rest van het landelijk vaarwegnet. Ten slotte kan men vanuit Drachtstervaart naar het centrum varen.
In de wijk komen 900 woningen, maar geen basisscholen of een winkelcentrum. In de naburige wijk De Drait zijn die voorzieningen wel aanwezig.
De straten in de wijk zijn genoemd naar bekende Drachtsters:
- Theo van Doesburgstraat
- Kurt Schwittersstraat
- Thijs Rinsemastraat
- Conelis Rienks de Boerstraat
- Gjalt de Jongstraat
- Arjen Witteveenstraat
- Gerben van Manenstraat
- Jelle Plantingstraat
- Thomas Romeinstraat
- Rinze Wibbelinkstraat